# Prášilka
Prášilka (278 m n. m.) je vrch v okrese Náchod Královéhradeckého kraje. Leží asi 1 km jihovýchodně od obce Rychnovek na jejím katastrálním území.

## Popis
Je to výrazný svědecký vrch, krytý říčními štěrky a písky středopleistocenní říční terasy řeky Metuje, spočívajícími na svrchnokřídových slínovcích s polohami vápenců. Vrch pokrývá smíšený les.

## Geomorfologické zařazení
Geomorfologicky vrch náleží do celku Orlická tabule, podcelku Úpsko-metujská tabule, okrsku Novoměstská tabule a podokrsku Nahořanská kotlina.